# Serie A1 1992-1993 (pallamano maschile)
La Serie A1 1992-1993 è stata la 24ª edizione del torneo di primo livello del campionato italiano di pallamano maschile.

Esso venne organizzato dalla Federazione Italiana Giuoco Handball.

Il torneo fu vinto dalla Pallamano Trieste per la 10ª volta nella sua storia; la squadra triestina vincendo questo titolo si fregiò della stella d'oro prevista per i dieci titoli vinti.

A retrocedere in serie A2 furono la Pallamano Haenna, lo Sporting Club Gaeta e la S.S. Lazio Pallamano.

## Formula del torneo

### Stagione regolare
Il campionato si svolse tra 12 squadre che si affrontarono in una fase iniziale con la formula del girone unico all'italiana con partite di andata e ritorno.

Per ogni incontro i punti assegnati in classifica sono così determinati:
- due punti per la squadra che vinca l'incontro;
- un punto per il pareggio;
- zero punti per la squadra che perda l'incontro.

Al termine della stagione regolare si qualificarono per i play off scudetto le squadre classificate dal 1º all'8º posto; le squadre classificate dal 9º al 10º disputarono i play-out mentre le squadre classificate dall'11º al 12º posto furono retrocesse in serie A2.

### Play off scudetto
Le squadre classificate dal 1º all'8º posto in serie A1 e al 1º posto nei due gironi della serie A2 alla fine della stagione regolare parteciparono ai play off scudetto che si disputarono con la formula ad eliminazione diretta dagli ottavi di finale in poi, al meglio di due gare su tre.
La squadra 1ª classificata al termine dei play off fu proclamata campione d'Italia.

### Play-out
Le squadre classificate dal 9º al 10º posto in serie A1 e al 2º posto nei due gironi della serie A2 alla fine della stagione regolare parteciparono ai play-out che si disputarono con la formula del girone unico all'italiana con partite di andata e ritorno.
.
Le squadre classificata al 1º e 2º posto al termine dei play out parteciparono alla serie A1 nella stagione successiva.

## Squadre partecipanti
| Città           | Club                          | Palasport | Sponsor      | Stagione precedente       |
| --------------- | ----------------------------- | --------- | ------------ | ------------------------- |
| Bologna         | Handball Club Bologna 1969    |           | Cifopancaldi | 7ª in Serie A1 1991-1992  |
| Bologna         | SEF Gymnasium Bologna         |           | Solazzo      | Serie A2 1991-1992        |
| Bressanone (BZ) | Südtiroler Sportverein Brixen |           | Birra Forst  | Campione d'Italia         |
| Conversano (BA) | Handball Club Conversano      |           | Telenorba    | Serie A2 1991-1992        |
| Enna            | Pallamano Haenna              |           |              | 10ª in Serie A1 1991-1992 |
| Gaeta (LT)      | Sporting Club Gaeta           |           |              | 8ª in Serie A1 1991-1992  |
| Modena          | Pallamano Modena              |           |              | 9ª in Serie A1 1991-1992  |
| Prato           | Pallamano Prato               |           |              | 6ª in Serie A1 1991-1992  |
| Roma            | S.S. Lazio Pallamano          |           |              | 4ª in Serie A1 1991-1992  |
| Rubiera (RE)    | Pallamano Rubiera             |           | C.L.F.       | 5ª in Serie A1 1991-1992  |
| Siracusa        | Ortigia Siracusa              |           |              | 3ª in Serie A1 1991-1992  |
| Trieste         | Pallamano Trieste             |           | Principe     | 1ª in Serie A1 1991-1992  |

## Classifica
|  | Pos. | Squadra           | Pt | G  | V  | N | S  | GF  | GS  | D    | Note                                       |
|  | ---- | ----------------- | -- | -- | -- | - | -- | --- | --- | ---- | ------------------------------------------ |
|  | 1.   | Trieste           | 36 | 22 | 16 | 4 | 2  | 557 | 449 | +108 | Qualificato alla Champions League 1993-94  |
|  | 2.   | Ortigia           | 35 | 22 | 17 | 1 | 4  | 484 | 408 | +76  | Qualificato alla EHF Cup 1993-94           |
|  | 3.   | Rubiera           | 29 | 22 | 13 | 3 | 6  | 520 | 450 | +70  | Qualificato alla City Cup 1993-94          |
|  | 4.   | Conversano        | 27 | 22 | 11 | 5 | 6  | 518 | 485 | +33  | Qualificato alla Coppa delle Coppe 1993-94 |
|  | 5.   | Bologna 1969      | 26 | 22 | 11 | 4 | 7  | 483 | 440 | +43  |                                            |
|  | 6.   | Brixen            | 25 | 22 | 11 | 3 | 8  | 485 | 422 | +63  |                                            |
|  | 7.   | Prato             | 22 | 22 | 8  | 6 | 8  | 509 | 453 | +56  |                                            |
|  | 8.   | Modena            | 18 | 22 | 7  | 4 | 11 | 475 | 465 | +10  |                                            |
|  | 9.   | Haenna            | 18 | 22 | 8  | 2 | 8  | 518 | 544 | -26  | Retrocesso in Serie A2 1993-94             |
|  | 10.  | Gymnasium Bologna | 16 | 22 | 7  | 2 | 13 | 465 | 479 | -14  |                                            |
|  | 11.  | Gaeta             | 12 | 22 | 5  | 2 | 15 | 475 | 498 | -23  | Retrocesso in Serie A2 1993-94             |
|  | 12.  | Lazio             | -1 | 22 | 0  | 0 | 22 | 354 | 750 | -396 | Retrocesso in Serie A2 1993-94             |

## Play off scudetto

### Tabellone principale
|  | Primo turno | Primo turno | Primo turno | Primo turno | Primo turno |    |         | Quarti di finale | Quarti di finale | Quarti di finale | Quarti di finale | Quarti di finale |    |         | Semifinali | Semifinali | Semifinali | Semifinali | Semifinali |  |  | Finali | Finali  | Finali | Finali | Finali | Finali | Finali |
|  |             |             |             |             |             |    |         |                  |                  |                  |                  |                  |    |         |            |            |            |            |            |  |  |        |         |        |        |        |        |        |
|  |             |             |             |             |             |    |         | 1                | Trieste          | 24               | 23               |                  |    |         |            |            |            |            |            |  |  |        |         |        |        |        |        |        |
|  | 8           | Modena      | 23          | 17          | 19          |    |         | 8                | Modena           | 17               | 18               |                  |    |         |            |            |            |            |            |  |  |        |         |        |        |        |        |        |
|  | 8           | Modena      | 23          | 17          | 19          |    | 1       | 8                | Modena           | 17               | 18               | Trieste          | 27 | 23      |            |            |            |            |            |  |  |        |         |        |        |        |        |        |
|  | 1A2A        | Mordano     | 20          | 23          | 18          |    | 1       |                  |                  |                  |                  |                  |    |         |            |            |            |            |            |  |  |        |         |        |        |        |        |        |
|  | 1A2A        | Mordano     | 20          | 23          | 18          |    | 4       | Conversano       | 16               | 17               |                  |                  |    |         |            |            |            |            |            |  |  |        |         |        |        |        |        |        |
|  |             |             |             |             |             |    |         | Conversano       | 16               | 17               | 4                | Conversano       | 26 | 20      |            |            |            |            |            |  |  |        |         |        |        |        |        |        |
|  |             |             |             |             |             |    |         |                  |                  |                  | 4                | Conversano       | 26 | 20      |            |            |            |            |            |  |  |        |         |        |        |        |        |        |
|  |             |             |             |             |             |    |         | 5                | Bologna 1969     | 21               | 20               |                  |    |         |            |            |            |            |            |  |  |        |         |        |        |        |        |        |
|  |             |             |             |             |             |    |         |                  |                  |                  |                  |                  |    |         |            |            |            |            |            |  |  | 1      | Trieste | 21     | 20     | 20     | 20     | 22     |
|  |             |             | 2           | Ortigia     | 19          | 22 | 21      | 19               | 18               |                  |                  |                  |    |         |            |            |            |            |            |  |  |        |         |        |        |        |        |        |
|  |             |             |             |             |             |    |         | 3                | Rubiera          | 19               | 18               |                  |    |         |            |            |            |            |            |  |  |        |         |        |        |        |        |        |
|  |             |             |             |             |             |    |         | 6                | SSV Brixen       | 15               | 15               |                  |    |         |            |            |            |            |            |  |  |        |         |        |        |        |        |        |
|  |             |             |             |             |             |    |         |                  |                  |                  |                  |                  |    |         | 3          | Rubiera    | 16         | 16         | 18         |  |  |        |         |        |        |        |        |        |
|  | 7           | Prato       | 28          | 24          |             |    |         |                  |                  |                  |                  |                  |    |         | 3          | Rubiera    | 16         | 16         | 18         |  |  |        |         |        |        |        |        |        |
|  | 7           | Prato       | 28          | 24          |             | 2  | Ortigia | 20               | 14               | 20               |                  |                  |    |         |            |            |            |            |            |  |  |        |         |        |        |        |        |        |
|  | 1A2B        | Teramo      | 19          | 22          |             | 2  | Ortigia | 20               | 14               | 20               |                  |                  | 2  | Ortigia | 18         | 21         |            |            |            |  |  |        |         |        |        |        |        |        |
|  | 1A2B        | Teramo      | 19          | 22          |             |    |         |                  |                  |                  |                  |                  | 2  | Ortigia | 18         | 21         |            |            |            |  |  |        |         |        |        |        |        |        |
|  |             |             |             |             |             |    |         | 7                | Prato            | 17               | 18               |                  |    |         |            |            |            |            |            |  |  |        |         |        |        |        |        |        |

### Risultati

#### Primo turno
| Squadra 1 | Squadra 2 | Gara 1  | Gara 2  | Gara 3  |
| --------- | --------- | ------- | ------- | ------- |
| Modena    | Mordano   | Modena  | Mordano | Modena  |
| Modena    | Mordano   | 23 - 20 | 17 - 13 | 19 - 18 |
| Prato     | Teramo    | Prato   | Teramo  |         |
| Prato     | Teramo    | 28 - 19 | 24 - 22 |         |

#### Quarti di finale
| Squadra 1  | Squadra 2    | Gara 1     | Gara 2     | Gara 3 |
| ---------- | ------------ | ---------- | ---------- | ------ |
| Trieste    | Modena       | Trieste    | Modena     |        |
| Trieste    | Modena       | 24 - 17    | 23 - 18    |        |
| Conversano | Bologna 1969 | Conversano | Bologna    |        |
| Conversano | Bologna 1969 | 26 - 21    | 20 - 20    |        |
| Rubiera    | Brixen       | Rubiera    | Bressanone |        |
| Rubiera    | Brixen       | 19 - 15    | 18 - 15    |        |
| Ortigia    | Prato        | Siracusa   | Prato      |        |
| Ortigia    | Prato        | 18 - 17    | 21 - 18    |        |

#### Semifinali
| Squadra 1 | Squadra 2  | Gara 1   | Gara 2     | Gara 3   |
| --------- | ---------- | -------- | ---------- | -------- |
| Trieste   | Conversano | Trieste  | Conversano |          |
| Trieste   | Conversano | 27 - 16  | 23 - 17    |          |
| Ortigia   | Rubiera    | Siracusa | Rubiera    | Siracusa |
| Ortigia   | Rubiera    | 20 - 19  | 14 - 16    | 20 - 18  |

#### Finale 1°/2°
| Squadra 1 | Squadra 2 | Gara 1  | Gara 2   | Gara 3  | Gara 4   | Gara 5  |
| --------- | --------- | ------- | -------- | ------- | -------- | ------- |
| Trieste   | Ortigia   | Trieste | Siracusa | Trieste | Siracusa | Trieste |
| Trieste   | Ortigia   | 24 - 19 | 20 - 22  | 20 - 21 | 20 - 19  | 22 - 18 |

#### Finale 3°/4°
| Squadra 1  | Squadra 2 | Gara 1     | Gara 2  | Gara 3 |
| ---------- | --------- | ---------- | ------- | ------ |
| Conversano | Rubiera   | Conversano | Rubiera |        |
| Conversano | Rubiera   | 20 - 19    | 20 - 20 |        |

## Play-out
|  | Pos. | Squadra           | Pt | G | V | N | S | GF  | GS  | D   | Note                           |
|  | ---- | ----------------- | -- | - | - | - | - | --- | --- | --- | ------------------------------ |
|  | 1.   | Black Devils      | 8  | 6 | 4 | 0 | 2 | 140 | 123 | +17 | Promosso in Serie A1 1993-1994 |
|  | 2.   | Gymnasium Bologna | 7  | 6 | 3 | 1 | 2 | 146 | 136 | +10 | Promosso in Serie A1 1993-94   |
|  | 3.   | Haenna            | 7  | 6 | 3 | 1 | 2 | 156 | 148 | +8  | Retrocesso in Serie A2 1993-94 |
|  | 4.   | Roma Pallamano    | 2  | 6 | 1 | 0 | 5 | 142 | 177 | -35 | Retrocesso in Serie A2 1993-94 |

## Campioni
| Campione d'Italia 1992-1993  |
| ---------------------------- |
| Pallamano Trieste 10º titolo |